# Angelo Musi
Angelo Musi Jr. (Filadelfia, Pensilvania, 25 de julio de 1918 - Bryn Mawr, Pensilvania, 19 de octubre de 2009) fue un jugador de baloncesto estadounidense que disputó tres temporadas en la BAA, además de jugar en la ABL. Con 1,75 metros de estatura, jugaba en la posición de escolta.

## Trayectoria deportiva

### Universidad
Jugó durante tres temporadas con los Owls de la Universidad del Temple, donde compaginó las canchas de baloncesto con los bates de béisbol, siendo capitán de ambos equipos. Fue elegido en sus tres años en el equipo en el mejor quinteto de la ciudad y otras dos en el mejor del estado, así como una mención honorífica del All-Americanen 1942.

### Profesional
Tras cumplir con el servicio militar, comenzó a jugar profesionalmente con los Wilmington Bombers de la desaparecida ABL, con los que ganó el título en 1944, hasta que en 1946 se creó la BAA, antecesora de la NBA, fichando por los Philadelphia Warriors.
En su primera temporada en la nueva liga se hizo con un puesto de titular, siendo el segundo mejor anotador del equipo tras Joe Fulks, promediando 9,4 puntos por partido, y consiguiendo el primer campeonato de la historia de la liga.
El año siguiente volvieron a plantarse en las Finales, pero cayeron ante Baltimore Bullets. Musi colaboró con 7,4 puntos por partido.
Jugó una temporada más con los Warriors, para acabar su carrera de vuelta en la ABL. En el año 2001 fue elegido por la revista Sports Illustrated como el tercer mejor jugador de todos los tiempos de su estatura (1,75 metros), por detrás de Calvin Murphy y Larry Brown.

#### Estadísticas en la BAA

##### Temporada regular
| Temporada | Edad | Equipo                | Liga | P   | TIT | MIN | TC  | TCA  | %TC  | 3P | 3PA | %3P | TL  | TLA | %TL  | R.OF. | R.DEF. | REB | ASIS | ROB | TAP | PER | FP  | PTS |
| 1946-47   | 28   | Philadelphia Warriors | BAA  | 60  |     |     | 3.8 | 13.6 | .281 |    |     |     | 1.7 | 2.1 | .829 |       |        |     | 0.4  |     |     |     | 2.0 | 9.4 |
| 1947-48   | 29   | Philadelphia Warriors | BAA  | 43  |     |     | 3.1 | 11.3 | .276 |    |     |     | 1.2 | 1.7 | .699 |       |        |     | 0.2  |     |     |     | 1.3 | 7.4 |
| 1948-49   | 30   | Philadelphia Warriors | BAA  | 58  |     |     | 3.3 | 10.7 | .314 |    |     |     | 1.6 | 2.1 | .756 |       |        |     | 1.4  |     |     |     | 1.9 | 8.2 |
| Total     |      |                       | BAA  | 161 |     |     | 3.5 | 11.9 | .290 |    |     |     | 1.5 | 2.0 | .771 |       |        |     | 0.7  |     |     |     | 1.8 | 8.4 |

##### Playoffs
| Temporada | Edad | Equipo                | Liga | P  | MIN | TCA | TC  | 3PA | 3P | TLA | TL | R.OF. | REB | ASIS | ROB | TAP | PER | FP | PTS | %TC  | %3P | %FT   | MIN | PTS  | REB | AST |
| 1946-47   | 28   | Philadelphia Warriors | BAA  | 10 |     | 48  | 160 |     |    | 21  | 29 |       |     | 5    |     |     |     | 27 | 117 | .300 |     | .724  |     | 11.7 |     | 0.5 |
| 1947-48   | 29   | Philadelphia Warriors | BAA  | 13 |     | 26  | 129 |     |    | 21  | 28 |       |     | 11   |     |     |     | 30 | 73  | .202 |     | .750  |     | 5.6  |     | 0.8 |
| 1948-49   | 30   | Philadelphia Warriors | BAA  | 2  |     | 3   | 17  |     |    | 2   | 2  |       |     | 0    |     |     |     | 1  | 8   | .176 |     | 1.000 |     | 4.0  |     | 0.0 |
| Total     |      |                       | BAA  | 25 |     | 77  | 306 |     |    | 44  | 59 |       |     | 16   |     |     |     | 58 | 198 | .252 |     | .746  |     | 7.9  |     | 0.6 |